# Дерть (Сарненський район)
Дерть — село в Україні, у Рокитнівській селищній громаді Сарненського району Рівненської області. Населення — 729 осіб.

## Географія
Через село тече річка Бунів, права притока Ствиги. Біля села розташоване лісове заповідне урочище «Печорки», на схід від села — лісове заповідне урочище «Ствига».

## Історія
Село Дерть до 2020 року перебувало у складі Кисорицької сільської ради, розташоване за 11 км від центру  громади та залізничної станції Рокитне — Волинське.
Перша письмова згадка про село припадає на 1858 рік, село почало розвиватися після відміни кріпосного права у 1861 році.
Відомі дві версії щодо походження назви села. Колись в цих місцях були величезні зарослі верболозу. Жителі сусідніх сіл драли кору, лико, щоб виготовити взуття — постоли (личаки, лапті). На місці, де нині розташоване село, довкола нього росли соснові ліси. Сюди з'їжджалися люди, щоб драти смолу (живицю) з хвойних дерев. Обидві версії співіснують і доповнюють одна другу.
На 1912 рік в селі Дерть нараховувалось всього 40 господарств. Це тоді, коли вже хати з хуторів було перевезено в центр села. З'явилася довга вулиця.
У 1918—1921 роках під час визвольних змагань у селі кілька разів змінювалась влада.
За Ризьким Мирним договором Рокитнівський район і с. Дерть відійшли до Польщі.
Життя селян було важке. Вони страждали малоземеллям, безробіттям, національним гнобленням, українці не мали змоги навчати дітей рідної мови, співати українських пісень. Хати були низенькі, однокімнатні, підлоги не було, вікно складалося з однієї шибки, дахи були з дранки, соломи. Основним видом транспорту були воли. Ними сіяли, возили ліс. Плуги були дерев'яні, жито молотили ціпами. Вечорами при світлі каганця або лучини, пряли волоки, прядиво м'яли ногами, терли вручну, плели постоли.
У вересні 1939 року село перейшло під контроль СРСР. Було примусово створено колгосп «Червоний прапор».
У липні 1941 року село зайняли німецькі війська. 1944 року 5 січня село Дерть було звільнено військами 1-го українського фронту.
У 1968 році село було повністю електрифіковане і підключене до державної електромережі. 1970 року побудовано шосейну дорогу від села до райцентру Рокитне. 1971 року збудовано і здано в експлуатацію будинок культури на 200 місць. В колгоспі збудували зерносклад, майстерню в машинно-транспортному парку, 2 тваринницьких приміщення. В 1987—1988 році збудовано два двоповерхові будинки для спеціалістів. 1989 року здано в експлуатацію нове приміщення дитячого садка на 40 місць. 1991 року в селі прокладено асфальт.
У 2000 році колгосп «Маяк» було розформовано і з'явилося селянсько-фермерське господарство «Поліська нива».
Відповідно до  Розпорядження Кабінету Міністрів України від 12 червня 2020 року  № 722-р «Про визначення адміністративних центрів та затвердження територій територіальних громад Рівненської області» увійшло до складу Рокитнівської селищної громади.

## Населення
За переписом населення 2001 року в селі мешкало 727 осіб.

### Мова
Розподіл населення за рідною мовою за даними перепису 2001 року:
| Мова       | Кількість | Відсоток |
| ---------- | --------- | -------- |
| українська | 726       | 99.59%   |
| російська  | 3         | 0.41%    |
| Усього     | 729       | 100%     |

## Освіта та культура

### Дертівська загальноосвітня школа
В селі функціонує Дертівська загальноосвітня школа І-ІІ ступенів, яка була заснована у 1962 році.
Починав будувати школу директор Бульбинський Вадим, він же накреслив і план нового приміщення, який зберігається і до цього часу. Школа має типову на той час форму букви П, одноповерхова. Школа стоїть паралельно до центральної дороги, що тягнеться через усе село зі сходу на захід. «Крила»
школи направлені на сторону дороги. Площа всієї школи 574м2 . Широкий коридор дозволяє проводити урочисті та робочі лінійки. Вісім класних кімнат, майже всі розташовані з південної сторони, кабінет директора, учительська, кімната для зберігання навчальних посібників.
Закінчили будівництво в 1962 році, коли директором школи працювала Козаченко Галина Сергіївна. Школа споруджена із дерева, на той час поштукатурена була лише стеля, стіни поштукатурили в 1969 році. Не вистачало підручників, художньої та довідкової літератури, було зовсім мало наочних посібників, майже відсутніми були засоби навчання. Вчителі мали в переважній більшості середню педагогічну освіту, але намагались в силу своїх можливостей дати відповідні знання дітям.
Створені кабінети історії, російської мови та літератури, хімії та біології, математики та фізики. Це було в 1974 році.
В 1966 р. в школі навчалось 157 учнів. Найбільша кількість школярів була в 1973 р. — 186, через десять років, тобто в 1983 р. -146, в 1993 р. — 130, в 1998 р. — 111, в 2004 р. — 84, в 2013 р. — 76.
В 1986 р. з допомогою колгоспу «Маяк» побудована нова шкільна майстерня. В 1991р під керівництвом вчителя історії Ничипорчука Федора Кириловича в цьому помешканні створено музей. Ця хата збудована ще в 30-і роки під Остками Стадником Гаврилом Трохимовичем.
Щоб зберегти в пам'яті нинішнього і майбутніх поколінь події, що відбувалися в школі, вирішили фіксувати на фотографіях. Вже оформлено 14 фотоальбомів, починаючи з 1967 р.
Багато корисного в цій справі зробив фотолюбитель, вчитель біології Єремейчук Микола Петрович.
В 1986 р. почали навчання дітей з 6 років. Цих діток доручили виховувати і навчати випускниці Дубнівського педучилища Мигловець Галині Василівній, яка колись закінчила нашу школу.
Перехід на користування шкільними підручниками здійснено в 1978—1983 роках. В 1977 р. побудована шкільна їдальня на 40 посадочних місць.
Із 1971 року до 2010 директором працював Бровко Андрій Єгорович. Із 2010 року по даний час директором працює Крупенко Анатолій Корнійович.

### Дертівський дошкільний навчальний заклад
Дертівський дошкільний навчальний заклад «Сонечко» побудований в 1989 році і зданий в експлуатацію в 1990 році, підпорядкований відділу освіти Рокитнівської держадміністрації. В дошкільному навчальному закладі «Сонечко» функціонує 2 групи: старша — 15 дітей, середня — 15 дітей. Режим роботи ДНЗ «Сонечко» -10,5 годин. Завідувачка дошкільного закладу Стаднік Віра Василівна, освіта вища.

### Музей історії села
З 1991 року в селі створений та діє музей історії села. 1993 року добавлена етнографічна кімната.

### Публічно-шкільна бібліотека
Дертівська сільська бібліотека була створена в 1952 році. Першим завідувачем був Андріївський Іван. Розміщувалась бібліотека в старому клубі, в одній кімнаті. Книги були розміщені на одному стелажі. 1937 року завідувачкою бібліотеки було призначено Валентину Пономарьову. Бібліотечний фонд поновлювався завдяки читачам. Читачів на той час було мало, тому що село було маленьке і людей, які вміли читати було також мало.
В 1958 році завідування бібліотекою прийняла Богданець Марія Григорівна. Тоді вже бібліотечний фонд становив тисячу книжок. З 1962 по 1967 роки бібліотека працювала на громадських засадах. 1967 року на завідування бібліотекою повернулась Богданець М. Г.
В 1970 році був побудований новий Будинок культури і для бібліотеки виділили дві кімнати. Фонд бібліотеки збільшувався, щороку надходило понад тисячу примірників книг.
Населення з роками зростало і читачів в бібліотеці побільшало і становило вже 150 чоловік.
В 1993 році Богданець Г. М. пішла на заслужений відпочинок і завідування бібліотекою прийняла Боюка Галина Прокопівна. Працювала вона до 2001 року. В листопаді 2001 року завідувачкою бібліотеки було призначено Жульжик Марію Яківну, яка працює дотепер.
На даний час бібліотечний фонд становить 8664 примірники книг і брошур. Читачів у бібліотеці 507, дорослих і дітей.

### Дертівський сільський клуб
Дертівський сільський клуб заснований і побудований у 1970 році. З 2008 року завідувачкою сільського клубу працює Чубик Валентина Володимирівна.

## Медицина
На території села діє фельдшерсько-акушерський пункт, який було засновано 14 травня 1956 року. Завідувачкою фельдшерсько-акушерського пункту до 2013 року працювала Чубик Марія Петрівна, з 2013 дотепер — Мосійчук Наталія Анатоліївна.

## Сфера послуг
У 1978 році було відкрито поштове відділення зв'язку.

## Уродженці села
Чубик Марія Гнатівна [Архівовано 2 липня 2015 у Wayback Machine.]. У мальовничому поліському селі Дерть, у далекому 1937 році, у багатодітній сім'ї Мигловців, 14 квітня народилася наша майстриня Марія Ігнатівна. У сім'ї було восьмеро дітей, тому було велике господарство і дітей привчали до роботи з дитинства. Попри те, що дитинство проходило у важкі воєнні часи, школа все-таки існувала і Марія закінчила 4 класи місцевої школи.
Марія Ігнатівна прожила нелегке життя — завжди у турботах та клопотах. У 14 років Марія пішла працювати у колгосп. Робота була важкою, тому що було мало техніки і все приходилося робити вручну. Працювала на прядильному верстаті, у рільничій бригаді, на фермі. В колгоспі Марія Ігнатівна працювала все своє життя.
У 1957 році Марія вийшла заміж, народила 8 дітей, має 23 внуки та 11 правнуків. В парі подружжя прожило 53 роки.
Хоч дуже тяжко працювала та все ж таки знаходила час для вишивки. В молодому віці, ще дівчиною, вона вже вміла прясти пряжу та ткати полотно. Дещо з її робіт залишилося і донині. Коли засновувався шкільний музей то ткацький верстат і прядку віддали до музейної експозиції.
За своє життя Марія чимало вишила рушників, подушок, простирадл, сорочок, серветок, картин, які брала в рамку. Багато Марія Ігнатівна вишивала і для місцевого храму.
З кожним роком Марїні вишивки мінялися та осучаснювалися, тобто ішли в ногу з часом.
Козаченко Федір Андрійович [Архівовано 4 березня 2016 у Wayback Machine.]
(21.02.1919 — 08.02.1993)
Козаченко Федір Андрійович народився 21 лютого 1919 року в с. Дерть Рокитнівського району Рівненської області. 22 липня 1941року був призваний на фронт. Воював у складі Другого Білоруського фронту в стрілецькому полку. Брав участь у визволенні Білорусі, Польщі та інших населених пунктів. В серпні 1945 року був демобілізований . За бойові заслуги був нагороджений багатьма медалями.
Нагороди: Медаллю «За перемогу над Німеччиною у Великій Вітчизняній війні 1941—1945 рр.», Ювілейною медаллю «20 років Перемоги у Великій Вітчизняній війні 1941—1945 рр»
Ювілейною медаллю 30 років Перемоги у Великій Вітчизняній війні 1941—1945 рр.
Ювілейною медаллю «Сорок років Перемоги у Великій Вітчизняній війні 1941—1945 рр.», Ювілейною медаллю «70 років Збройних Сил СРСР».
В 1980 році нагороджений медаллю «Ветеран праці».
Сахно Левко Михайлович [Архівовано 4 березня 2016 у Wayback Machine.]
(21.01.1912 — 09.03.1991)
Народився 21 січня 1912 року в с. Рокитне Рокитнівського району Рівненської області. Навчався в польській школі, закінчив 3 класи. З раннього дитинства працював на скляному заводі із своїм батьком.
У 20 років був призваний до польського війська. Пережив голод 1932 року. 1935 року — помер батько Михайло. Левко залишився старшим у сім'ї та ще чотири менших сестри. Довелося наймичкував аби прогодувати себе та менших сестер. Переїжджає жити в с. Дерть Рокитнівського району. 1940 року одружився, а в 1941 році пішов на війну. Воював в складі другого Фінського фронту. З 1943 по 1945 рр. брав участь у визволенні Фінляндії, Прусії, Прибалтики та Німеччини. Був поранений. За бойові заслуги нагороджений орденами та багатьма медалями. Після війни відбудовував колгосп, будував ферми, робив в будівельній бригада будував дорогу з Рокитного до Дерть, на заслужений відпочинок пішов в 1972 році. Був дуже хорошим батьком та люблячим дідусем (мав 5 дітей та 12 онуків).
9 березня 1991 року помер.
Нагороди: Орден Вітчизняної війни ІІ ступеня, Медаллю «За відвагу» та Іншими нагородами.
Стадник Артем Гаврилович [Архівовано 4 березня 2016 у Wayback Machine.]
Народився 1 квітня 1913 року в с. Дерть Рокитнівського району Рівненської області. На фронт потрапив в 1944 році коли території району була звільнена від німецьких окупантів. З райвійськкомату, його разом із іншими новобранцями, відправили до обласного центру, де він протягом тижня проходив різного роду навчання. Потім його відправили в Росію в 28 полк, де він продовжив навчання та прийняв присягу. Після чого був направлений в діючу армію Третього Білоруського фронту. В Артема Гавриловича була дуже серйозна воєнна спеціальність — перший номер станкового кулеметника. Першу бойову нагороду медаль «За відвагу» отримав за тримання оборони під Барановичами. Пізніше фронтові дороги Артема Гавриловича пролягли через Прибалтику до Кенігсберга. В одному з боїв його було дуже поранено, і він потрапив у госпіталь де і зустрів Перемогу. З армії демобілізувався восени 1945 року. Після війни працював на розбудові народного господарства. За бойові заслуги нагороджений орденами та медалями. Помер 2005 року.
Нагороди: Орден Вітчизняної війни ІІ ступеня, Медаль «За відвагу», Медаль «За перемогу над Німеччиною в Великій Вітчизняній війні 1941—1945 рр.», Ювілейна медаль 20 років перемоги у Великій Вітчизняній війні 1941—1945 рр.", Ювілейна медаль «30 років перемоги у Великій Вітчизняній війні 1941—1945 рр.», Ювілейна медаль «40 років перемоги у Великій Вітчизняній війні 1941—1945 рр.», Ювілейна медаль «50 років Визволення України», Ювілейна медаль «50 років Збройних сил СРСР», Ювілейна медаль «60 років Збройних сил СРСР», Ювілейна медаль «70 років Збройних сил СРСР», Медаль «Ветеран праці».
Бровко Андрій Єгорович, художник-аматор. Він має свої картини, та грає на балалайці, скрипці та баяні. Також ще одним захоплення Андрія Єгоровича є музей, який він створив за роки праці в школі.
Чубик Ганна Леонідівна — поет-аматор. Проживає у селі Дерть Рокитнівського району. Автор збірок віршів для дорослих, дітей, збірки казок та загадок. А саме: «Живемо, усміхаючись», «Одвічні істини», «Маленькі історії про важливі знаки», «Наші діти допитливі, жваві, моторні, навчаємо і виховуєм у віршованій формі», «Космічні казки», «Матеріали до уроків розвитку зв'язного мовлення у 1 класі», «Поезії до шкільних свят».
Олександр Максимович Сич (народився 16 липня 1964 р.) — український політик правого спрямування. Працював головою Івано-Франківської обласної ради від Всеукраїнського об'єднання «Свобода». Кандидат історичних наук, доцент кафедри державного управління Івано-Франківського національного технічного університету нафти і газу. Заступник голови Всеукраїнського об'єднання «Свобода» з питань ідеології, входить до Політвиконкому. 27 лютого 2014 призначений віце-прем'єр-міністром України.
Станом на 01.01.2014 року в селі проживає 702 особи. В селі функціонує школа І-ІІ ступенів (заснована у 1962 році.), дитячий садок («Сонечко» побудований в 1989 році зданий в експлуатацію в 1990 р.). В культурному житті селища важливе значення відіграють сільський клуб (заснований і побудований у 1970 році), публічно-шкільна бібліотека (створена в 1952 році). У селі функціонує храм Святої Параскеви П'ятниці Української православної церкви Московського патріархату. Також функціонують відділення поштового зв'язку с. Дерть (засновано в 1980 році) та фельдшерсько-акушерський пункт (засновано 14 травня 1956 році).